# Malijski franak
Malijski franak, ISO 4217: MAF je bio službeno sredstvo plaćanja u Maliju od 1962. do 1984., a dijelio se na 100 centima iako nisu izdani apoeni denominirani u centimima.

Malijski franak uveden je 1962. godine, kada je zamijenio CFA franak, i to u omjeru 1:1, a ukinut je 1984. godine, kada je ponovo zamijenjen za CFA franak u omjeru dva malijska franka za jedan CFA franak.

U optjecaju su bile kovanice od 5, 10, 25, 50 i 100 franaka, i novčanice od 50, 100, 500, 1000, 5000 i 10.000 franaka.

## Vanjske poveznice
- Coins of Mali
- Banknotes of Mali